# Louis de Ventavon
Louis Marie François Casimir Tournu de Ventavon est un homme politique français né à Jarjayes (Hautes-Alpes) le 25 août 1806 et mort  à Saint-Georges-de-Commiers (Isère) le 12 août 1879.

## Biographie
Il fait ses humanités et son droit à Grenoble, et devient avocat. Légitimiste, il se présente, comme candidat d'opposition au Corps législatif dans la circonscription unique des Hautes-Alpes, le 29 février 1852, mais est battu par le candidat du gouvernement.
Élu, le 8 février 1871 comme représentant des Hautes-Alpes à l'Assemblée nationale, il prend place à l'extrême-droite et se fait inscrire à la réunion des Réservoirs. Rapporteur de la proposition Ravinel sur l'installation des pouvoirs publics à Versailles en juin 1871, il est également membre et rapporteur de la commission sur l'organisation des pouvoirs publics et soutient le septennat personnel appelé parfois Ventavonat.

La commission des Trente présidée par Batbie, en mars 1874, réunie dans une des salles du Musée de Versailles, vice-président De Talhouët, d'après un dessin de G. Janet et un croquis de Pelcoq gravure Amédée Daudenarde.

Rapporteur de la commission des Trente, il démissionne le 23 février 1875, par suite du refus de cette commission d'accepter le renvoi d'un amendement de M. Bidard sur le rétablissement de la monarchie en 1880.
Conseiller général du canton de Laragne (Hautes-Alpes) du 8 octobre 1871, il est élu sénateur de ce département, le 30 janvier 1876, par 216 voix (247 votants), avec l'appui des légitimistes et des républicains contre les candidats bonapartistes, et après avoir adhéré à la Constitution de 1875.
Il combat les ministères Dufaure et Jules Simon. Il vote pour la dissolution de la Chambre demandée en juin 1877 par le ministère de Broglie. 
Il meurt le 12 août 1879, et est remplacé à son siège de sénateur le 9 novembre suivant, par M. Georges Guiffrey.

## À voir aussi